# Imiona słowiańskie
Imiona słowiańskie – imiona wywodzące się z przedchrześcijańskiej tradycji słowiańskiej lub tworzone na jej wzór. Należą do nich rodzime polskie imiona, tj. imiona utworzone ze słów używanych w języku staropolskim.

## Charakterystyczne cechy
Charakterystyczną cechą imion słowiańskich, wyróżniającą je spośród innych imion ludów indoeuropejskich, był niemal całkowity brak odwołań w używanych imionach do wyznawanych bogów (prawdopodobnie temat tabu albo też wynik etymologii u Słowian samego słowa bóg – według A. Brücknera, F. Sławskiego o pierwotnym znaczeniu bogactwo, szczęście, dola – użytego np. w imieniu Bożydar). Ponadto w odróżnieniu od imion rodzimych innych ludów indoeuropejskich, wśród imion słowiańskich nie występują elementy leksykalne związane z myślistwem, rybołówstwem, łowiectwem, hodowlą.
U Słowian zasadniczo nie stosowano imion związanych z bronią (imię Mieczysław to imię stworzone przez Jana Długosza, który próbował w ten sposób wyjaśnić pochodzenie imienia Mieszko). Wśród imion złożonych nie spotyka się nazw zwierząt (wyjątkiem jest imię Wilkomir, poświadczone jednak w tylko jednym źródle, w dodatku późnym).
Właściwe imiona nadawane były prawdopodobnie w czasie postrzyżyn. Miały one magiczne znaczenie i stanowiły życzenie – wróżbę dla osoby je noszącej. Dzieci zanim otrzymały swoje prawdziwe imię (w wieku około siedmiu lat) nosiły imiona zastępcze, pozornie umniejszające wartość dziecka, a tym samym chroniące je przed złymi mocami np. Niemoj, Nielub itp.
Imiona Słowian były abstrakcyjne. Ich zadaniem było zaopatrywanie młodych ludzi w cnoty niezbędne w boju albo w radzie plemiennej oraz do utrzymywania zgody i porządku. Miały również przypominać o szacunku dla starszych.

## Historia imion słowiańskich

### Imiona słowiańskie w Polsce
Imiona słowiańskie były ściśle powiązane ze słowiańską magią i zwyczajami. Wraz z rozwojem państwowości polskiej, rodzima kultura znalazła się pod silnym wpływem chrześcijaństwa oraz antroponimii związanej z kultem świętych.
Imiona staropolskie współistniały z imionami chrześcijańskimi (zapożyczonymi z innych języków) do przełomu XV i XVI wieku. Nierzadko nowe narodzone dziecko otrzymywało imię słowiańskie i dopiero później, przy chrzcie, nadawano mu wtórne imię chrześcijańskie. Doprowadziło to do dwuimienności, która objęła najpierw dynastię piastowską, a później stała się powszechna wśród wyższych warstw społecznych. Po dwa imiona używali np. Mieszko I Dago(bert), Kazimierz I Karol, Mieszko II Lambert, Władysław I Herman. Należy tu zaznaczyć, że w dynastii piastowskiej były już wcześniej rozpowszechnione imiona słowiańskie należące do pewnego określonego zasobu; należały do niego m.in. Mieszko, Bolesław, Kazimierz, Władysław, także Siemowit, Siemomysł. W tym okresie, między innymi na skutek dekretu Soboru kościoła rzymskokatolickiego w Trydencie, zakazującego używania imion niechrześcijańskich, imiona staropolskie zaczęły być wypierane przez obce kulturze słowiańskiej imiona chrześcijańskich świętych. Z imion staropolskich w powszechnym użyciu zachowały się między innymi te, które nosili polscy święci, np. Kazimierz, Stanisław, Wojciech.
Odrodzenie słowiańskich imion nastąpiło w XIX wieku. Na podstawie analizy dawnych źródeł, przywrócono do życia wiele zapomnianych imion. Było to spowodowane wpływem filozofii romantyzmu, która odwoływała się do przeszłości i tradycji, a także pobudkami patriotycznymi, gdyż podczas zaborów starano się zachować polską tożsamość narodową.
Jednym z ważniejszych dzieł w Polsce dot. imion słowiańskich jest wydana w 1925 roku książka prof. Witolda Taszyckiego „Najdawniejsze polskie imiona osobowe”, w której na podstawie dokumentów z XII i XIII wieku opisano budowę imion rodzimego (słowiańskiego) pochodzenia, znaczenie motywujących je leksemów oraz sporządzono ich klasyfikację.

### Imiona słowiańskie wkrajach południowosłowiańskich
Przyjęcie chrześcijaństwa przez Słowian południowych przyczyniło się do stopniowego zaniku rodzimych imion słowiańskich, ponieważ traktowane były przez Kościół jako imiona pogańskie. W skrajnych przypadkach doprowadziło to do ograniczania w ogóle liczby używanych imion. Na przykład w Dubrowniku (Chorwacja) i okolicach, 50% osób, w tym ponad 60% kobiet i dziewcząt, nosiło w wieku XVIII tylko 5 różnych imion. W wieku XIX zaczęto powracać do dwuczłonowych imion słowiańskich. Są one dziś we wszystkich krajach południowej Słowiańszczyzny bardziej powszechne, niż w Polsce lub Czechach.

## Rodzaje imion słowiańskich

### Imiona złożone (dwuczłonowe)
Imiona dwuczłonowe to znacząca część staropolskiego nazewnictwa osobowego. Zdaniem Witolda Taszyckiego imiona te miały kiedyś budowę w kształcie zdania oraz wyrażały życzenie, aby narodzonemu dziecku szczęściło się zgodnie z imieniem-wróżbą. Z czasem imiona te zostały skrócone do obecnej – dwuczłonowej formy. Przeważają w nich wyrazy oraz morfemy o znaczeniu pozytywnym, melioratywnym.
Uważa się, że imionami dwuczłonowymi obdarowywano pierwotnie dzieci z wyższych warstw społecznych. Najczęściej w użyciu, jako drugi człon, były: -mir i -sław (np. chorw. Častimir, pol. Bolesław).
Jak wspomniano wcześniej, dawne imiona słowiańskie składały się często z dwóch członów (leksemów), dlatego nazywa się je dwuczłonowymi lub złożonymi, np. imię Bolesław składa się z członów bole- i -sław. Niektóre leksemy występowały tylko na początku imienia (czyli jako pierwszy leksem) lub tylko na końcu (czyli tylko jako drugi), a inne zarówno na początku, jak i na końcu co dawało możliwość przestawienia kolejności członów, przez co powstawały pary imion takie jak Sławomir i Mirosław, Radomił i Miłorad, Gniewomir i Mirogniew.
Ze względu na znaczenie, wyróżnia się następujące rodziny imion złożonych:
- Imiona odnoszące się do walki, zawierające leksemy: -bor, Broni-, Kazi-, -pełk, Raci-, -woj., przykładowo: Świętobor, Bronisław, Kazimir, Świętopełk, Racimir, Mściwoj.
- Imiona wyrażające życzenie sławy, bycia bohaterem, zawierające leksemy: Mir-, -mir, Sław-, -sław, dla przykładu: Sławomir, Mirosław, Chwalisław.
- Imiona związane z kultem bóstwa, zawierające leksemy Bog-, -bóg, Trzeb- (ofiara), np.: Bogdan, Bogurad, Trzebiesław, Trzebiemir.
- Imiona nawiązujące do powiązań rodzinnych, relacji pomiędzy członkami rodziny, np.: Siemowit, Miłodziad, Ciecierad, Bratumił, Sulibrat, Siestrzemił, Siestrzewit.
- Imiona określające stosunek ich nosiciela do innych ludzi, przykładowo: Gościrad, Radogost.
- Imiona ochronne, zawierające leksemy o znaczeniu ujemnym, nadawane w celu odwrócenia od dziecka uwagi demonów i/lub złych mocy. Przykładowe imiona mogły zawierać przeczenie „nie” np.: Niemir, Nierad, leksemy powiązane z niepokojem, zamieszaniem, udręką np.: Tomisław, Męcimir, Morzysław, mogły także zawierać leksemy nawiązujące do braku miłości np. Biezdar, Przezmir. Wszystko po to, by chronić małe dziecko[6].

Poniżej zestawienie wybranych członów wraz z objaśnieniem i przykładowymi imionami męskimi:
| Człon    | Znaczenie                                                  | Przykłady                                                     |
| -------- | ---------------------------------------------------------- | ------------------------------------------------------------- |
| bog      | „Bóg”, dawniej: „los, dola, szczęście”                     | Bogusław, Bogumił, Bogdan, Chwalibog                          |
| bor      | „walka”                                                    | Borzymir, Dalebor, Sambor, Borzygniew                         |
| dobro    | „dobro”                                                    | Dobrosław, Dobrowoj, Dobromir                                 |
| ciech    | „uciecha, pociecha”                                        | Ciechosław, Wojciech, Sieciech, Dobrociech                    |
| dom      | “dom”                                                      | Domarad, Domosław, Domamir                                    |
| drogo    | “drogi, cenny”                                             | Drogosław, Drogomir, Lubodrog, Siemidrog                      |
| gniew    | “gniew”                                                    | Gniewomir, Mścigniew, Zbygniew                                |
| goj      | „lek, obfitość, pokój”                                     | Częstogoj, Domagoj                                            |
| gost     | „gościć”, „gość”                                           | Dobrogost, Gościsław, Miłogost, Uniegost                      |
| jar      | „mocny, silny, krzepki”                                    | Jarosław, Jaromir, Jarostryj                                  |
| lub      | “miły, przyjemny, kochany”                                 | Lubomir, Luboradz, Lubgost                                    |
| lud      | “ludzie”                                                   | Ludomir, Ludziwoj                                             |
| mił      | „miły”, „miłujący”                                         | Miłosław, Wojemił, Miłorad                                    |
| mir      | „pokój, spokój, dobro”                                     | Mirosław, Chociemir, Mirogod, Małomir, Sławomir, Radomir      |
| mści     | „mścić się, brać odwet, wymierzać karę”                    | Mściwuj, Mścigniew, Dobiemiest, Pomścibor                     |
| mysł     | „myśleć”                                                   | Myślimir, Drogomysł, Dobromysł, Witomysł                      |
| rad      | „być zadowolonym”, także: „troszczyć się”, „udzielać rady” | Radosław, Bogurad, Radomir, Sobierad, Więcerad                |
| rat      | „wojna, walka”                                             | Racimir, Rasław, Racibor                                      |
| siem     | “rodzina, ród; czeladź, służba, własność”                  | Siemisław, Siemidrog, Siemirad                                |
| siostra  | „siostra”                                                  | Siestrzemił, Siestrzewit                                      |
| sław     | “sława, bądź sławić kogoś lub coś”                         | Sławomir, Sławobor, Gościsław, Jarosław, Stanisław, Sobiesław |
| sobie    | “sobie, samego siebie, bądź z samego siebie”               | Sobiesław, Sobierad, Sobiemir                                 |
| wit      | „pan, władca”                                              | Witosław, Siemowit, Siestrzewit                               |
| włod(zi) | „władać, panować”                                          | Włodzisław, Włodzimir                                         |
| woj      | „wojownik”                                                 | Wojsław, Dobrowoj, Częstowoj, Wojciech, Ludziwoj              |
| (w)uj    | „wuj”                                                      | Gościwuj, Jutrowuj, Mściwuj                                   |
| żyr      | „pokarm, życie”                                            | Domażyr, Żyrosław                                             |

Imiona kobiece tworzono dodając końcówkę -a do imienia męskiego (np. Wszebora czy Stronisława). Niektóre człony występują tylko w imionach kobiecych: -wola (Boguwola, Bohuwola), -cześć (Przybycześć), -wieść (Dobrowieść), -włość (Boguwłość), -żyźń (Dobrożyźń, Świętożyźń). Znane są też złożone imiona żeńskie, których męskie odpowiedniki nie zostały znalezione w średniowiecznych dokumentach: Cirzpisława, Częstobrona, Dobromiła, Dobroniega, Dziadumiła, Ludomiła, Ludźmiła, Niedomira, Nieluba, Niemiła, Włościsława, Wyszeniega.
Dotychczas zrekonstruowano około 600 imion dwuczłonowych męskich i 120 imion żeńskich używanych w języku staropolskim, zawierających 150 odrębnych rdzeni leksykalnych. Wiele imion odtworzono dzięki analizie nazw miejscowości oraz nazwisk. W krajach południowosłowiańskich, tj. Chorwacji i Serbii zebrano 367 imion dwuczłonowych. Mniejsza liczba, w porównaniu do liczby imion zebranych w Polsce, wynikać może z bogatszej polskiej dokumentacji źródłowej i większej liczby polskiej ludności. Podobieństwo imion słowiańskich można zobrazować poniższymi przykładami:
Psł. *domъ oznacza „pomieszczenie, gdzie człowiek żyje ze swoją rodziną”; „wszystko, co jest w domu, rodzina, mienie, majątek”, „ród, pokolenie”, „strony rodzinne, kraj ojczysty”. Imiona z członem Doma- || Domo- w językach słowiańskich wystąpiły w liczbie 21 męskich i 2 żeńskie. Prasłowiańska *sěmьja może nieść ze sobą m.in. znaczenia: „rodzina, ród; czeladź, służba; własność”. Imiona z członem Siemi- || Siemo- wystąpiły: męskie 17-krotnie, a żeńskie jednokrotnie, w językach południowosłowiańskich, w polskim, czeskim i słowackim, sporadycznie w połabskim i łużyckim; badacze nie znaleźli śladów takich imion w materiałach staroruskich. *Rodъ oznaczał „pokolenie, generację, ród” i z tym członem odnotowano 2 imiona w jęz. polskim, czeskim, ruskim i serbo-chorwackim”.
Można odnotować występowanie w innych językach słowiańskich imion, których odpowiedników nie ma w języku polskim. Są to np.:
- języki południowosłowiańskie – Domomyslъ (Domomysł), Sěmignevъ (Siemigniew), Sěminěgъ (Sieminieg), Domaněga (Domaniega, fem.), Sěmitěchъ (Siemiciech), Sěmibądъ (Siemibąd)
  - chorwacki – Domačaj (Domaczaj, por. pol. Domaczaja)
  - serbsko-chorwacki – Domońeg (Domonieg), Domagoj
  - słoweński – Semigoj (Siemigoj)
- język czeski – Sěmibor (Siemibor), Sěmitěchъ (Siemiciech), Domamil (Domamił), *Domažil (też rus. Domožil?), Semižizn (Siemiżyźń, też słowac.), Sestrohor
- język słowacki – Semižir (Siemiżyr)
- język łużycki – Semmir (od Semimir – Siemimir)
- język pomorski – Sěmibądъ (Siemibąd)[7]

Tradycyjne wschodniosłowiańskie imiona dwuczłonowe częściowo odzwierciedlają jednocześnie trójdzielną praindoeuropejską strukturę świata bogów oraz ludzi według trzech funkcji społecznych:
- Klasa kapłanów – tzn. osoby mające sprawować najwyższą władzę o charakterze magiczno-prawnym. Przykłady rdzeni o znaczeniu ‘władza, mądrość’ można znaleźć w imionach: Hot’vit, Žirovit, Tverdislav, Toligněv, Sudimir, Sudislav, Volodimer, Volodislav, Myslibor, Snovid, Javid
- Klasa wojowników - imiona nadawane osobom, które miały zajmować się walką zbrojną, obronną lub zaborczą. Przykłady imion zawierające życzenia pomyślności w walce: Borislav, Ratibor, Mstislav, Izbygněv, Vâčeslav, Izâslav, Âropolk, Âroslav.
- Klasa hodowców-rolników tzn. imiona nadawane osobom, które miały zajmować się zaopatrywaniem wspólnoty w żywność. Przykłady imion życzących płodności oraz pomyślności rodu: Rostislav, Domoslav, Domožir, Žiznomir, Rogovolod, Domamer, Mironěg, Miroslav, Miloněg, Ninoněg[8].

### Imiona imiesłowowe
Mają budowę imiesłowu biernego czasu przeszłego (participium praeteriti passivi) np.: Bojan, Chocian, Kochan, Miłowan, Pomian, Stojan, Wygnan oraz imiesłowu biernego czasu teraźniejszego: (participium praesentis passivi) np.: Cieszym, Myślim, Radzim, Borzym. Stanowią ważne źródło danych socjologicznych na temat życia dawnych Słowian. Ich znaczenie mogło być różne:
- imiona życzące, np. Kochan (niech będzie kochany),
- imiona mówiące o uczuciach do narodzonego dziecka, np. Obiecan, Żdan (obiecany, oczekiwany),
- imiona chroniące dziecko przed złymi mocami (składają się z leksemów o wydźwięku negatywnym, odstraszającym) np. Wygnan, Mazan, Grozim[2].

### Imiona hipokorystyczne i skrócone
Imiona hipokorystyczne (pełniące funkcję spieszczającą) i skrócone wywodzą się od imion dwuczłonowych i zostały utworzone przy wykorzystaniu różnych przyrostków zdrabniających. Imiona te stawały się czasem samodzielnymi nazwami osobowymi, używanymi pośród członków rodziny. Skrócenia imion były różne. Najbardziej rozpowszechnionym modelem w staropolszczyźnie było dodanie określonego formantu do pierwszej lub dwóch pierwszych zgłosek imienia złożonego, np.: Godzisław – Gosz, Goś, Goch, Stanisław – Stasz, Staś, Stach.
Przy powstawaniu imion skróconych dochodziło często do całkowitej dezintegracji imion dwuczłonowych, np. Stani-sław: Sta-ch, Sta-sz, Sta-ś. Schemat tej struktury hipokorystycznej był następujący:
- a) pierwsza sylaba otwarta + formant, np. Ra-sz od Radosław,
- b) pierwsza sylaba zamknięta, np. „Rad” od Radosław, „Bud” od Budzimir,
- c) pierwsza sylaba otwarta + formant + formant, np. Mьstьslav ≥ stpol. Miestsław ≥ Mie-sz ≥ Mie-sz-ek ≥ Mie-sz-ko; Lьstьslavь ≥ Lestsław ≥ Le-ch, Leszek[9].

Przykłady sufiksów: -isz, -esz, -asz, -osz, -usz, -ch, -ech, -ach, -och, -uch, -k, -n, -ota, -uta: Sulisz, Milesz, Gołasz, Witosza, Borusz, Dobosz, Miłosz, Siroch, Boruch, Białek, Sławko, Brodak, Bronik, Bilina, Siedloń, Wilkan, Lasota, Żegota.
Zarówno imiona męskie, jak i żeńskie były często skracane lub zdrabniane, przez co powstały np. formy: Cieszym z Cieszymysła, Bliz z Blizbora, Kaźmir z Kazimira, Sulim z Sulimira, Radochna z Radosławy. Często człon skrócony rozszerzano formantem o wygłosie -ch lub -sz (przykładem są formy takie, jak: Bolech, Częstoch, Milich, Gniewosz, Budzisz, Bogusz, Przybysz), albo formantami -ek, -ko, -ik, -yk, -ina, -yna, -on, -ęta, -ota (np. Godek, Sławek, Chwałko, Milik, Dobrzyk, Męcina, Borzyna, Miron, Chwalęta, Radzięta, Jarota).

### Imiona niezłożone (jednoczłonowe)
Wśród imion słowiańskich spotykano też imiona jednoczłonowe, pochodzące od przymiotników bądź rzeczowników pospolitych (np. Baran, Szydło, Kąkol, Broda, Żyła, Uchacz, Łopata, Żaba, Rus, Cich). Imiona te tworzą najstarszą warstwę imienniczą, ich znaczenie i pochodzenie mogły być różne:
- imiona od nazw części ciała: Broda, Głowka, Chrap, Gęba, Pępik,
- imiona od cech zewnętrznych człowieka: Rus (jasnowłosy), Goły, Karna (okaleczony), Korostawi(e)c, Krost, Chudz, Gołek,
- imiona od cech psychicznych człowieka: Cich, Matuł, Szczodr,
- imiona odnoszące się od świata zwierząt: Komor, Jeż, Świrszcz, Kobyłka, Żuk, Gogoła, Czajęta, Wilczęta, Byczek,
- imiona odnoszące się do świata roślin: Kwiatek, Kierz, Cis, Jawor, Koprzywa, Smagor, Smarz, Kruszk,
- imiona od nazw topograficznych: Jezior, Opoka, Bachorza, Młoka,
- imiona określające pochodzenie nosiciela: Bawor, Prus, Prusota,
- imiona określające zajęcie: Psar,
- imiona wywodzące się od nazw rękodzieła: Kościoł, Krzyż, Słup, Sidło, Domk, Kłobuczek, Kusza, Strzałek,
- imiona pochodzące od nazw pokarmów: Krupa, Mleko, Żur,
- imiona nazywające zjawiska słuchowe: Grochot, Chełst,
- imiona utworzone od nazw abstrakcyjnych: Nadziej, Strach, Krasa, Swar, Żałoba, Milej, Cirzpisz, Przybysza,
- imiona inne: Mogiłek, Trup, Mieszek, Kożuszek, Żyłka, Pożar[3].

Niekiedy były to przydomki używane w funkcji imienia. Imion takich zachowało się wiele więcej niż imion złożonych, obecnie nie pełnią już funkcji imion.

## Dawne i nowe imiona słowiańskie
Poniżej znajdują się odnośniki do starodawnych imion słowiańskich, jak i nowszych, na ich wzór utworzonych, wraz z datami imienin.